# Уилям Шекспир
Уѝлям Шѐкспир (на английски: William Shakespeare) е английски драматург, актьор и поет.
Смятан е за най-значимия автор в англоезичната литература и един от най-видните драматурзи в световната история. Той е наричан често „национален поет на Англия“ и „Ейвънския бард“. Оцелелите произведения на Шекспир, някои писани в съавторство, включват 38 пиеси, 154 сонета, две дълги повествователни поеми и няколко други стихотворения. Пиесите му са преведени на всички значими съвременни езици и се изпълняват по-често от тези на всеки друг драматург.
Шекспир се ражда и израства в град Стратфорд на Ейвън. На 18 години се жени за Ан Хатауей, от която има три деца: Сюзана и близнаците Хамнет и Джудит. Между 1585 и 1592 г. започва успешна кариера в Лондон като актьор, писател и съсобственик на театрална трупа, наречена „Мъжете на лорд шамбелана“, а по-късно – „Мъжете на краля“. Около 1613 г. той се оттегля в Стратфорд, където умира три години по-късно. Не са запазени много източници за личния живот на Шекспир и до днес продължават споровете по въпроси като външния му вид, сексуалната му ориентация, религиозните му възгледи и авторството на произведенията, които му се приписват.
Шекспир създава повечето си произведения между 1589 и 1613 г. Ранните му пиеси са главно комедии и исторически драми, жанрове, които достигат върха на развитието си в края на 16-ти век. По-късно, до около 1608 г., пише главно трагедии, сред които Хамлет, Крал Лир, Отело и Макбет, смятани за едни от най-значимите произведения в английската литература. През последните години от активната си авторска дейност Шекспир пише трагикомедии, наричани понякога романси, и работи съвместно с други драматурзи.
Много от неговите пиеси са публикувани в издания с променливо качество и точност. През 1623 г. двама от неговите сътрудници издават т. нар. „Първо фолио“, сборник с драматични произведения, който включва 36 от 38-те пиеси, смятани днес за писани от Шекспир.
Още приживе Шекспир е уважаван поет и драматург, но славата му достига до днешните си размери едва през XIX век. По това време романтиците възторжено приветстват неговия гений, а викторианците се прекланят пред него с благоговение, което Джордж Бърнард Шоу нарича „бардопоклонство“. През XX век неговите произведения са многократно приемани и преоткривани от нови течения в театъра и изкуствознанието. Пиесите му остават популярни и днес и са непрекъснато изучавани, изпълнявани и преинтерпретирани в различен културен и политически контекст по целия свят.

## Биография

### Ранни години
Уилям Шекспир е роден през април 1564 г. в град Стратфорд на Ейвън и е кръстен на 26 април същата година. Датата на раждането му е неизвестна, но традиционно се приема, че това е 23 април, Гергьовден. Тази дата води началото си от грешка на изследовател от 18 век, но се утвърждава в биографиите на поета, донякъде заради съвпадението с датата на смъртта на Шекспир – 23 април 1616 година.
Бащата на Уилям, Джон Шекспир, произлизащ от Снитърфийлд, е заможен производител и търговец на ръкавици и кожени изделия и общински съветник в Стратфорд, а майка му, Мери Ардън, е дъщеря на богат селянин. Уилям е третото от осем деца в семейството и най-възрастният син, доживял до зряла възраст.
Въпреки че няма оцелели документи за това, повечето биографи на Шекспир приемат, че той вероятно посещава училището „Крал Едуард VI“ в Стратфорд, безплатно училище, основано през 1553 г. и разположено на няколкостотин метра от дома му. Качеството на обучението в началните училища по това време е различно, но учебната програма е унифицирана и включва обучение по латински език и литература.
Осемнадесетгодишен, Шекспир се жени за двадесет и шестгодишната Ан Хатауей, като свидетелството за брак е издадено на 27 ноември 1582 г. На следващия ден двама от съседите на Хатауей дават гаранции, че няма законови пречки за брака. Сватбената церемония може би е организирана набързо, тъй като канцлерът на Устър издава специално разрешение предварителните публични обявявания да се намалят от обичайните три до едно, а шест месеца по-късно Ан ражда своята дъщеря Сюзан, кръстена на 26 май 1583 г. Две години по-късно се раждат и близнаците Джудит и Хамнет; кръстени са на 2 февруари 1585 г. Хамнет е единственият син на Шекспир, но умира на 11 години (погребан е на 11 август 1596 г.).

### Живот в Лондон
След раждането на близнаците сведенията за живота на Шекспир практически изчезват до неговата поява на театралната сцена в Лондон, като изследователите често наричат времето между 1585 и 1592 г. „изгубените години“. Биографите, опитващи се да възстановят този период от живота му, цитират множество непотвърдени истории. Никълас Роу, първият биограф на Шекспир, преразказва една стратфордска легенда, според която той заминава за Лондон, за да избегне преследване за бракониерство в имението на местния скуайър Томас Луси, на когото поетът си отмъщава, посвещавайки му вулгарна балада. Според друг разказ от 18 век Шекспир започва театралната си кариера като коняр на собственици на лондонски театри. Джон Обри пише, че той е бил учител в провинцията. Някои изследователи от 20 век предполагат, че Шекспир може би е бил нает като учител от Аликзандър Хогтън, земевладелец католик от Ланкашър, който споменава в своето завещание някой си Уилям Шейкшафт (William Shakeshafte). Единствените доказателства за тези хипотези са слухове, събрани след смъртта на Шекспир, а Шейкшафт е често срещано име в Ланкашър.
Не се знае със сигурност кога Шекспир започва да пише, но някои намеци и регистри на представленията показват, че към 1592 г. някои от пиесите му вече са поставяни на лондонска сцена. По това време той е достатъчно известен, за да бъде критикуван в посмъртно издаден памфлет на драматурга Робърт Грийн:
...има един начинаещ гарван, разкрасен с нашите пера, който със своето тигрово сърце, загърнато с мантията на актьора, си представя, че е толкова способен да изсипва бомбастични бели стихове, колкото най-добрите от вас: и като един абсолютен Johannes factotum („Майстор Тричко“), той е по собственото си мнение единственият разтърсвач на сцени в страната.
Изследователите не са единодушни за точното значение на тези думи, но повечето от тях смятат, че Грийн обвинява Шекспир в опити да надскочи нивото си, като се опитва да се мери с получили университетско образование писатели, като Кристофър Марлоу, Томас Наш или самия Грийн. Фразата за тигровото сърце, която пародира стиха „O, сърце на тигър, скрито в облик на жена“ от пиесата на Шекспир „Хенри VI“, както и играта на думи в „разтърсвач на сцени“ (в оригинала – „Shake-scene“), дават основание Шекспир да бъде идентифициран като мишената на Грийн в този откъс. Латинският израз „Johannes factotum“ означава човек, който се стреми да се занимава с много дейности, като не постига особено качество в никоя от тях. Нападките на Грийн са най-ранното запазено сведение за театралната кариера на Уилям Шекспир. Предполага се, че тя е започнала по някое време между средата на 80-те години до времето, непосредствено преди смъртта на Грийн.

### Театрална кариера
От 1594 г. пиесите на Уилям Шекспир се играят само от Мъжете на лорд шамбелана, театрална трупа, притежавана от група актьори, сред които и самият той, която скоро се превръща в най-популярната в Лондон. След смъртта на кралица Елизабет I през 1603 г. трупата получава кралски патент от новия крал Джеймс I и променя името си на Мъжете на краля.
През 1599 г. съдружие на членове на трупата изгражда техен собствен театър на южния бряг на река Темза, който наричат „Глобус“. През 1608 г. съдружието поглъща и Блекфрайърския театър. Множество документи за покупка на имоти и инвестиции показват, че трупата превръща Шекспир в богат човек. През 1597 г. той купува втората по големина къща в Стратфорд, Ню Плейс, а през 1605 г. участва с дял в изкупуването на енорийския десятък на града.
От 1594 г. Уилям Шекспир започва да публикува някои от пиесите си като печатни издания. Към 1598 г. името му се е превърнало в добра реклама и започва да се появява на кориците на тези издания. Дори и след успеха си като драматург Шекспир продължава да играе в своите собствени и в други пиеси. Изданието от 1616 г. на произведенията на Бен Джонсън го споменава сред изпълнителите на негови пиеси през 1598 и 1603 г. Отсъствието му в списъците на следващата пиеса от 1605 г. се приема от някои изследователи за знак за залеза на актьорската му кариера. В същото време в издаденото през 1623 г. „Първо фолио“ той е посочен като един от „главните актьори във всички тези пиеси“, някои от които са поставени за пръв път след 1605 г., макар че не е известно кои роли е играл. През 1610 г. Джон Дейвис пише, че „добрият Уил“ е играл „кралски“ роли. През 1709 г. Роу предава една легенда, според която Шекспир играе призрака на бащата на Хамлет в едноименната пиеса. Според други по-късни легенди той играе също Адам в „Както ви харесва“ и Хор в Хенри V, но съвременните изследователи се съмняват в тези сведения.
През цялата си кариера Уилям Шекспир разделя времето си между Лондон и Стратфорд. През 1596 г., малко преди да купи Ню Плейс като свой семеен дом в Стратфорд, той живее в Лондон в квартала Бишопсгейт на северния бряг на Темза. Премества се на южния бряг в квартала Саутарк през 1599 г., когато трупата му строи наблизо театър „Глобус“. През 1604 г. той отново живее на северния бряг, в добър жилищен квартал на север от катедралата „Свети Павел“, където наема стаи от френски хугенот и перукер на име Кристофър Маунтджой.

### Последни години
Никълас Роу, първият биограф на Шекспир, пръв пише, че той се оттегля в Стратфорд няколко години преди смъртта си, но по това време пенсионирането е непозната концепция и в действителност Шекспир продължава да посещава Лондон. През 1612 г. той е призован като свидетел в съдебно дело, свързано с брака на дъщерята на неговия хазяин Маунтджой. През март 1613 г. купува къща в бившия приорат в Блекфрайърс, а през ноември 1614 г. е в Лондон за няколко седмици със своя зет Джон Хол.
В същото време след 1606 – 1607 г. Шекспир пише много по-малко пиеси, а след 1613 г. не е известна нито една. Последните му три пиеси са писани в съавторство, вероятно с Джон Флечър, който го наследява като драматург на трупата „Мъжете на краля“.
Уилям Шекспир умира на 23 април 1616 г. и е надживян от съпругата си и двете си дъщери. Сюзана се жени през 1607 г. за лекаря Джон Хол, а Джудит – два месеца преди смъртта на баща си за търговеца на вино Томас Куини.
В своето завещание Шекспир оставя основната част от значителното си състояние на своята по-голяма дъщеря Сюзана. В условията се посочва тя да го предаде непокътнато на „първия син на своето тяло“. Джудит има три деца, като всичките умират, без да се оженят. Сюзана има само една дъщеря, Елизабет, която се омъжва два пъти, но умира бездетна през 1670 г., прекъсвайки линията на преките потомци на Уилям Шекспир. Завещанието на Шекспир почти не споменава съпругата му Ан, която вероятно получава по закон една трета от имуществото му. Той отбелязва, че ѝ оставя своето „второ най-добро легло“, фраза, която предизвиква много спорове. Някои изследователи смятат, че това е обида към Ан, докато според други второто най-добро легло е брачното.
Уилям Шекспир е погребан до олтара на църквата „Света Троица“ в Стратфорд два дни след смъртта си. Епитафията, изсечена на надгробната му плоча, съдържа проклятие към хората, които биха преместили останките му, нещо, което е внимателно избегнато при реконструкцията на църквата през 2008 г. Още преди 1623 г. на северната стена на църквата е поставен погребален паметник на Шекспир, който го изобразява в момент на писане, а изсеченият текст го сравнява с Нестор, Сократ и Вергилий.

## Произведения
Шекспировият „канон“ съдържа 38 пиеси, 154 сонета и 2 поеми. Все още се водят спорове по въпроса за тяхното датиране и хронологическият им ред е приблизителен, а в някои случаи несигурен. Съществуват различни периодизации на шекспировото творчество.
Самият Шекспир не е имал дял или участие в публикуването на собствените си произведения; нещо повече – не е имал интерес в това. Предоставял е ръкописите на пиесите на трупата (първоначално кръстена Мъжете на лорд Шамбелана, а после Мъжете на краля), но артистите по това време смятали, че е лошо за бизнеса да публикуват текстовете – така са могли да станат достъпни за конкурентите. Самият Шекспир се вълнувал само от представянето на пиесите на сцена. Все пак осемнадесет от пиесите му са публикувани като евтини малки „кварто“ брошури, макар и с не особено достоверен и точен текст. На Шекспир дори не е заплатено за тези издания, понеже по онова време издателствата заплащали за ръкописа, без да се интересуват кой точно е авторът. Все пак двама от приятелите на Шекспир, Хеминг и Конел, събират общо тридесет и шест негови пиеси, осемнадесет от които дотогава непубликувани, и ги издават в по-голям формат „фолио“, това издание е известно като Първо фолио. То се появява през 1623 г., седем години след смъртта на Шекспир. Именно в това първо фолио пиесите на Шекспир са разделени на три групи: трагедии, комедии и исторически. Днес някои от комедиите се отделят в четвърта група – романси или трагикомедии.

### Трагедии
- Тит Андроник (Titus Andronicus) 1594
- Ромео и Жулиета (Romeo and Juliet) 1595
- Юлий Цезар (Julius Caesar) 1599
- Хамлет (Hamlet) 1601
- Троил и Кресида (Troilus and Cressida) 1602
- Отело (Othello) 1604
- Крал Лир (King Lear) 1605
- Макбет (Macbeth) 1606
- Антоний и Клеопатра (Antony and Cleopatra) 1607
- Кориолан (Coriolanus) 1607
- Тимон Атински (Timon of Athens) 1608

### Комедии
- Укротяване на опърничавата (Taming of the Shrew) 1589
- Комедия от грешки (The Comedy of Errors) 1592
- Напразни усилия на любовта (Love's Labour's Lost') 1594
- Двамата веронци (The Two Gentlemen of Verona) 1594
- Сън в лятна нощ (A Midsummer Night's Dream) 1596
- Венецианският търговец (The Merchant of Venice) 1596
- Веселите уиндзорки (The Merry Wives of Windsor) 1598
- Много шум за нищо (Much Ado About Nothing) 1598
- Както ви харесва (As You Like It) 1599
- Дванайсета нощ (Twelfth Night or What You Will) 1600
- Добрият край оправя всичко (All's Well That Ends Well) 1603
- Мяра за мяра (Measure for Measure) 1604
- Двамата знатни сродници (The Two Noble Kinsmen)

### Романси
- Перикъл (Pericles, Prince of Tyre) 1609
- Цимбелин (Cymbeline) 1610
- Зимна приказка (The Winter's Tale) 1611
- Бурята (The Tempest) 1612

### Исторически драми
- Хенри VI, част 2 (Henry VI, part 2) 1590
- Хенри VI, част 3 (Henry VI, part 3) 1591
- Хенри VI, част 1 (Henry VI, part 1) 1592
- Ричард III (Richard III) 1593
- Ричард II (Richard II) 1595
- Крал Джон (King John) 1596
- Хенри IV, част 1 (Henry IV, part 1) 1597
- Хенри V (Henry V) 1598
- Хенри IV, част 2 (Henry IV, part 2) 1598
- Хенри VIII (Henry VIII) 1613

### Загубени пиеси
- Победоносните усилия на любовта (Love's Labour's Won)
- Карденио (The History of Cardenio)

### Апокрифни
- Едмонд Храбрият (Edmund Ironside)
- Едуард III (Edward III)
- Сър Томас Мор (Sir Thomas More)
- Раждането на Мерлин (The Birth of Merlin)
- Томас Кромуел (Thomas Lord Cromwell)
- Йоркширска трагедия (A Yorkshire Tragedy)
- Пуританът (The Puritan)
- Арден от Феверщам (Arden of Faversham)
- Локрин (Locrine)
- Лондонският прахосник (The London Prodigal)
- The Second Maiden's Tragedy
- Сър Джон Олдкасъл (Sir John Oldcastle)

### Поезия
- Сонети (Sonnets) 1592 – 98
- По-дълги стихотворения:
  - Венера и Адонис (Venus and Adonis) 1592
  - Похищението на Лукреция (The Rape of Lucrece) 1593
  - Влюбеният пилигрим (The Passionate Pilgrim)
  - Фениксът и гълъбът (The Phoenix and the Turtle)
  - Жалбата на влюбената (A Lover's Complaint)